# 穎稲
穎稲（えいとう）とは、穂首で刈り取って稲穂が付いた状態の稲のこと。これに対して、脱穀された稲を籾穀・稲穀（とうこく）と呼ぶ。

## 概要
古代日本においては、単位は束・把が用いられていた。1束は10把に相当し、脱穀すると稲穀1斗、更にそれを精米すると舂米5升が得られる計算となっていた（ただし、当時の「升」は現在の0.4升（＝4合）にあたると推定され、メートル法では約720ml/約3kgに相当する）。
律令制下の日本においては、租税としての稲の収取は穎稲の形で行うことを原則としていた。例えば、律令制の田には上田・中田・下田・下々田のランクが存在したが、これは1段あたりそれぞれ50束・40束・30束・15束収穫可能とされていた。大宝律令制定時には段あたり不成斤2束2把、慶雲3年（708年）以後は成斤1束5把の租が徴収されていた。
ただし、実際には穎稲と穀稲の両方で収取が行われていた。その背景として、穎稲は早稲・晩稲の区別が付きやすいことから種籾としての保存に適するとされ、穀稲は貯蔵用としての保存に優れていた。そのため、農民に種籾を貸し出す目的で行われていた出挙は穎稲で貸付・返済が行われた（穎稲のままでの返済には農民の脱穀負担の緩和という意図もあった）。また、賑給以外の国衙の公費支出も穎稲によって行われていた。一方、不動穀などの貯蔵を目的とした稲については穀稲にて蓄えられていた。また、土地の売買に関しても穎稲にて支払いが行われていたとみられている。